# Lei, gli amici e tutto il resto
Lei, gli amici e tutto il resto es el cuarto álbum en italiano del cantante de Sassuolo (Italia), Nek.

## El disco
Este disco viene precedido por el gran éxito en el Festival de San Remo de «Laura non c'è». Después de esto, las ventas se disparan llegando a vender alrededor de 600 000 copias solo en Italia. Unos meses más tarde participa en el Festivalbar con «Sei grande» y debuta en el mercado Europeo, lo que hace que Nek sea conocido en toda Italia y en el resto del mundo. 
Así publica el primer disco en castellano titulándose Nek. La reacción del público es excepcional y Lei, gli amici e tutto il resto consigue vender 2 000 000 copias en todo el mundo, publicándose en Latinoamérica, incluyendo Brasil, Perú y Colombia. Pronto recibe el disco de oro en Argentina y México por su versión en castellano. De esta manera Nek se confirma como un gran artista internacional.
Nek escribe acerca del disco en su página web: 
"Puedo definirlo tranquilamente como el álbum de mi segunda vida. Nuevo equipo de trabajo, nuevo productor, una total libertad de composición, un nuevo grupo de músicos, con los cuales he pasado cinco años de mi carrera artística, y por último, la posibilidad de firmar un contrato con una gran casa discográfica. Escribí en poco más de un mes tantísimo material que habría podido publicar un álbum doble.
En los estudios se grabó en directo: bajo, batería y guitarra al unísono. Los teclados y las voces sucesivamente, para poder dar a las canciones ese espíritu libre, esa garra, esa energía imprescindible que sólo la música en directo es capaz de transmitir.
Cuando dije a Máximo Giuliano (director general Warner Italia) que tenía una canción interesante para San Remo canceló todos los compromisos de su agenda y me esperó en su despacho para escucharla. Llegué con la guitarra bajo el brazo acompañado de otros miembros de la casa discográfica.
Entoné las primeras notas de la canción: "Laura non c’è, da da da da…"(porque la letra todavía no la había escrito).
No me dejaron seguir, enseguida me interrumpieron diciendo: "La tenemos… ¡¡Qué fuerte!!".
Increíble, no había cantado ni dos líneas de la canción, una en italiano y otra en inglés inventado y se ve que fueron suficientes para abrir las puertas de mi futuro."

## Canciones
1. «Laura non c'è»: Antonello de Sanctis, Nek, Massimo Varini - 3:49
2. «Sei grande»: Antonello de Sanctis, Nek, Massimo Varini - 4:00
3. «Restiamo qui»: Antonello de Sanctis, Nek, Massimo Varini - 4:56
4. «Vivere senza te»: Antonello de Sanctis, Nek, Massimo Varini - 3:53
5. «Tu sei, tu sai»: Antonello de Sanctis, Nek, Massimo Varini - 4:21
6. «Sei»: Poggiolini, Nek, Massimo Varini - 4:06
7. «Dimmi cos'è»: Antonello de Sanctis, Nek, Massimo Varini - 3:43
8. «Vai sola»: Antonello de Sanctis, Nek, Massimo Varini - 4:20
9. «Solo»: Antonello de Sanctis, Nek, Massimo Varini - 4:43
10. «E non mi dire che ho bevuto»: Antonello de Sanctis, Nek, Massimo Varini - 4:25
11. «Nati per vivere»: Antonello de Sanctis, Nek, Massimo Varini - 3:56
12. «Andare, partire, tornare»: Antonello de Sanctis, Nek, Massimo Varini - 3:43
13. «Di più»: Antonello de Sanctis, Nek, Massimo Varini - 4:14
14. «Fianco a fianco»: Antonello de Sanctis, Nek - 3:12

## Curiosidades
La canción «Tu sei, tu sai» está inspirada en una poesía de Jacques Prévert, Quand tu dors.
Hay múltiples versiones de «Laura non c'è» aparte de la italiana y la española: 
- «Laura is away»: versión en inglés hecha por Nek.
- «Laura»: versión italofrancesa cantada por Nek a dúo con Céréna.
- «Laura no está»: versión en castellano interpretada en forma de bachata por el cantante y músico dominicano Fernando Villalona.
- «Skepsou Kala»: versión en griego interpretada por Nektarios Sfyrakis.
- «Laura ist fort»: versión en alemán interpretada y remezclada por el cantante Oliver Lukas.
- «Voor altijd»: versión en holandés interpretada por Wim Soutaer.